# Azzo Alidosi

Stemma degli Alidosi.

Azzo Alidosi, conosciuto anche come Azzone (... – 1372), è stato un nobile e condottiero italiano, signore di Imola dal 1362 alla morte.

## Biografia
Figlio di Roberto Alidosi, fu uomo d'armi. Al servizio della Santa Sede, entrò nel novembre 1360 in Bologna, appena ceduta da Giovanni Visconti d'Oleggio alla Chiesa (rappresentata dal cardinale Albornoz). Come amico delle due parti, Azzo Alidosi fu inviato a Fermo a prendere possesso della città. Infatti, secondo i patti, il cardinale Albornoz aveva ceduto la città marchigiana in cambio della restituzione di Bologna.
Dopo la morte del padre Roberto, gli successe come vicario pontificio d'Imola sotto il potere temporale del cardinale legato Egidio Albornoz.
 
Il governo civile della città non fu facile. Azzo dovette prima affrontare una ribellione di suo fratello Bertrando (1363), il cui risultato fu che entrambi furono portati a Bologna dalle forze papali (potrebbe essere tornato a Imola nel 1364). L'anno successivo dovette placare un'altra ribellione degli imolesi, per poi essere incarcerato a Bologna dal legato pontificio nel 1366; ottenne di tornare a Imola nello stesso anno.
Si sposò due volte: con Rengarda Manfredi, della nobile famiglia faentina, e con Margherita di Castelbarco.
Morì nel 1372.

## Discendenza
Azzo fu padre di cinque figli:
- Giorgio (forse illegittimo), militare
- Beatrice
- Carlo (forse illegittimo)
- Maddalena, sposò Nicola Pepoli
- Alessia, sposò Amurat Torelli